# Bình Thạnh, Bình Sơn
Bình Thạnh là một xã thuộc huyện Bình Sơn, tỉnh Quảng Ngãi, Việt Nam.
Xã Bình Thạnh có 5 thôn: Vĩnh An, Hải Ninh, Trung An, Vĩnh Trà; Phước Thành
Xã Bình Thạnh có diện tích 15,79 km², dân số năm 1999 là 9418 người, mật độ dân số đạt 596 người/km².